# Vila Nova de Milfontes
Vila Nova de Milfontes [vilɐ novɐ də mil'fõtɨʃ] (port. für „neues Dorf der Tausend Quellen“) ist eine Ortschaft und Gemeinde in Portugal.
Der Ort liegt im Parque Natural do Sudoeste Alentejano e Costa Vicentina, einem Naturschutzgebiet, das sich an der gesamten südwestportugiesischen Küste entlangzieht. Er liegt an der rechten Uferseite direkt an der Flussmündung des Rio Mira in den Atlantik.

## Geschichte
Der Ort wurde 1486 von König Dom Joao II. gegründet. Vila Nova de Milfontes blieb Sitz eines eigenen Kreises, bis dieser 1836 aufgelöst und eine Gemeinde des Kreises Cercal do Alentejo wurde. Diese wiederum wurde 1855 selbst aufgelöst, seither gehört Vila Nova de Milfontes zum Kreis Odemira.
Die ab 1599 an dominanter Position an der Mündung des Rio Mira errichtete Festung São Clemente diente der Verteidigung des Hafens und als Schutz vor Piratenangriffen aus Nordafrika sowie gegen das weiter flussaufwärts gelegene Odemira. Heute ist der Altstadtkern bedeutend für den Tourismus. Die Stadt liegt außerdem am Fischerpfad.

## Verwaltung
Vila Nova de Milfontes ist eine Gemeinde (Freguesia) im Kreis (Concelho) von Odemira, Distrikt Beja. Die Gemeinde hat 5660 Einwohner (Stand 19. April 2021) auf einer Fläche von 76,5 km².
Folgende Ortschaften liegen in der Gemeinde:
- Brunheiras
- Foros do Galeado
- Foros da Pereira
- Malhadinhas
- Pousadas
- Ribeira da Azenha

Insgesamt liegen 64 Siedlungen, Höfe und benannte Plätze in der Gemeinde Vila Nova de Milfontes:
Águas Ferrenhas, Alagoachos, Aldeamento Moinho da Asneira, Ameiralinho, Bogaga, Brejo da Zimbreira, Brejo do Armando, Brejo dos Pinheiros, Brejos da Comenda, Brejos das Figueiras, Brejos do Bom Comer, Brunheiras, Bufardas, Cerca da Casa, Cerca do Canal, Cerca do Moinho de Vento, Chaviscas, Farol, Fonte da Burra, Foros da Alpendurada, Foros da Caiada, Foros da Pereira, Foros da Pereirinha, Foros de Galeado, Foros do Freixial, Furnas, Lagoa das Gansas, Lagoa dos Gansos, Malhadinhas, Monte da Boa Vistinha, Monte da Gama, Monte da Vigia, Monte das Canas, Monte das Casas Novas, Monte das Dobadoras, Monte das Pereiras, Monte de Adail, Monte do Amaral, Monte do Barranco, Monte do Delevado, Monte do Freixial, Monte do Malhão, Monte dos Parvos, Monte Fiuza, Monte Moinho Novo, Pousadas Novas, Pousadas Velhas, Quinta da Assumada, Quinta da Boa Vista, Quinta da Viola, Quinta de São Valentim, Quinta do Areeiro, Quinta Lopes Almeida, Ribeira da Azenha, Samoqueira, Sela de Baixo, Sela de Cima, Sela do Meio, Vela de Estai, Venda Fria, Vila de Campos, Vila Formosa, Vila Nova de Milfontes, Viveiros da Vila Nova.

## Söhne und Töchter der Gemeinde
- Jéssica Silva (* 1994), Fußballspielerin

## Galerie

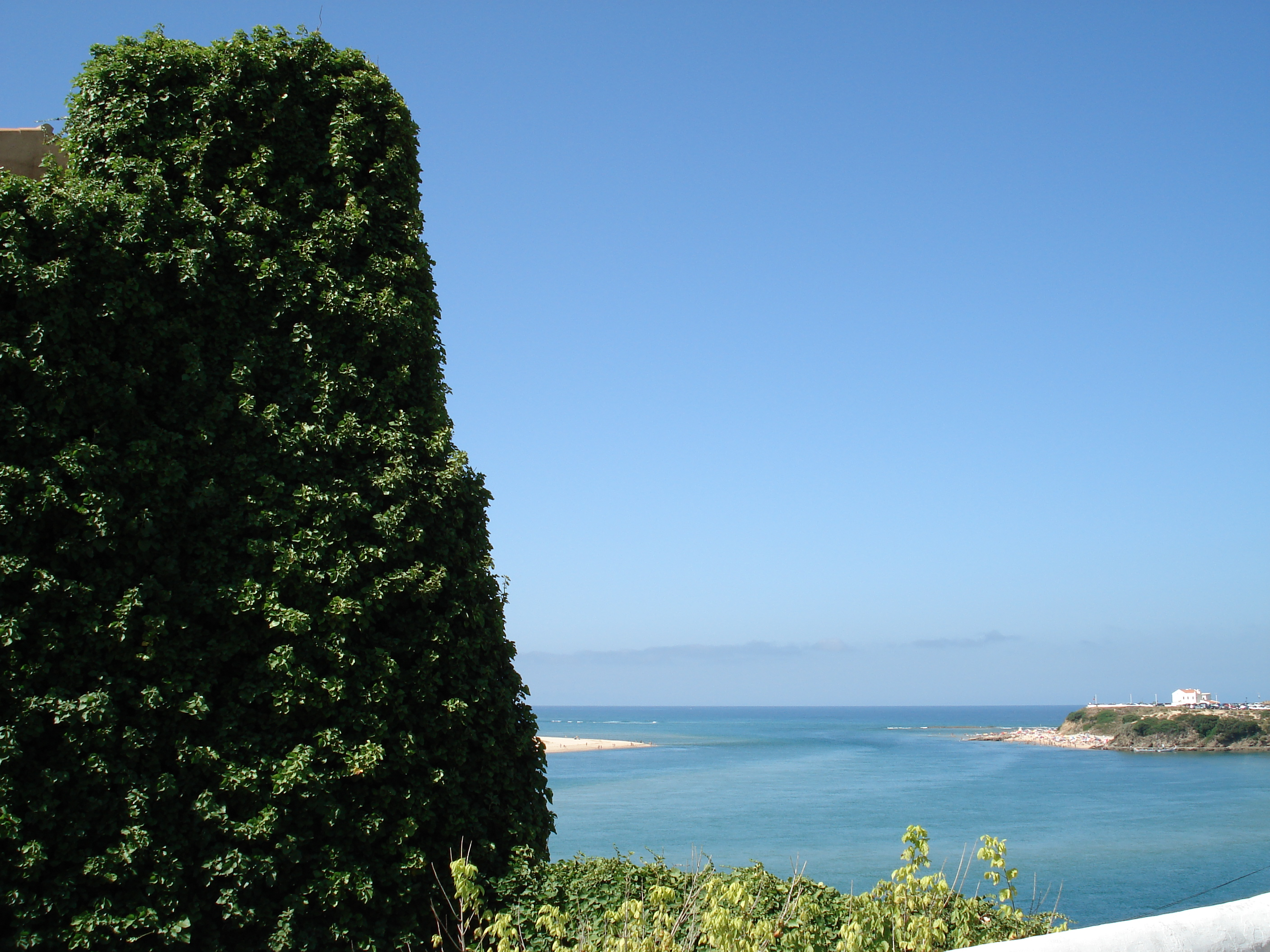
Flussmündung des Rio Mira
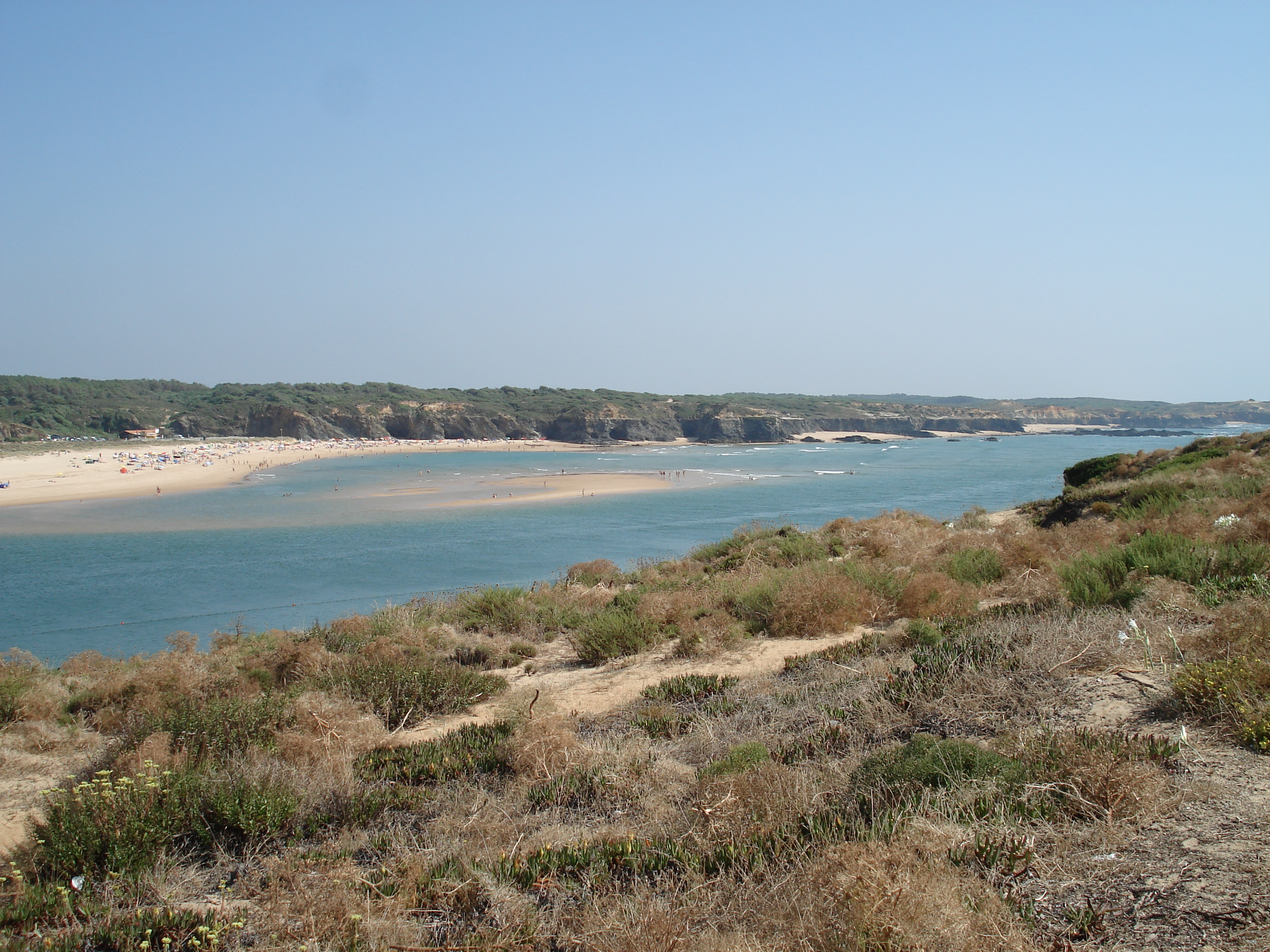
Strand an der Flussmündung des Rio Mira
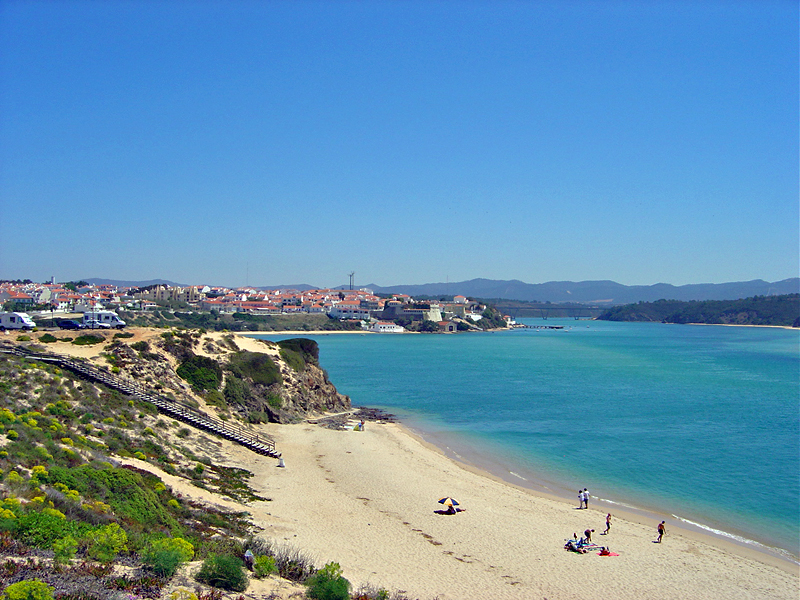
Strand an der Flussmündung des Rio Mira mit Ort Vila Nova de Milfontes
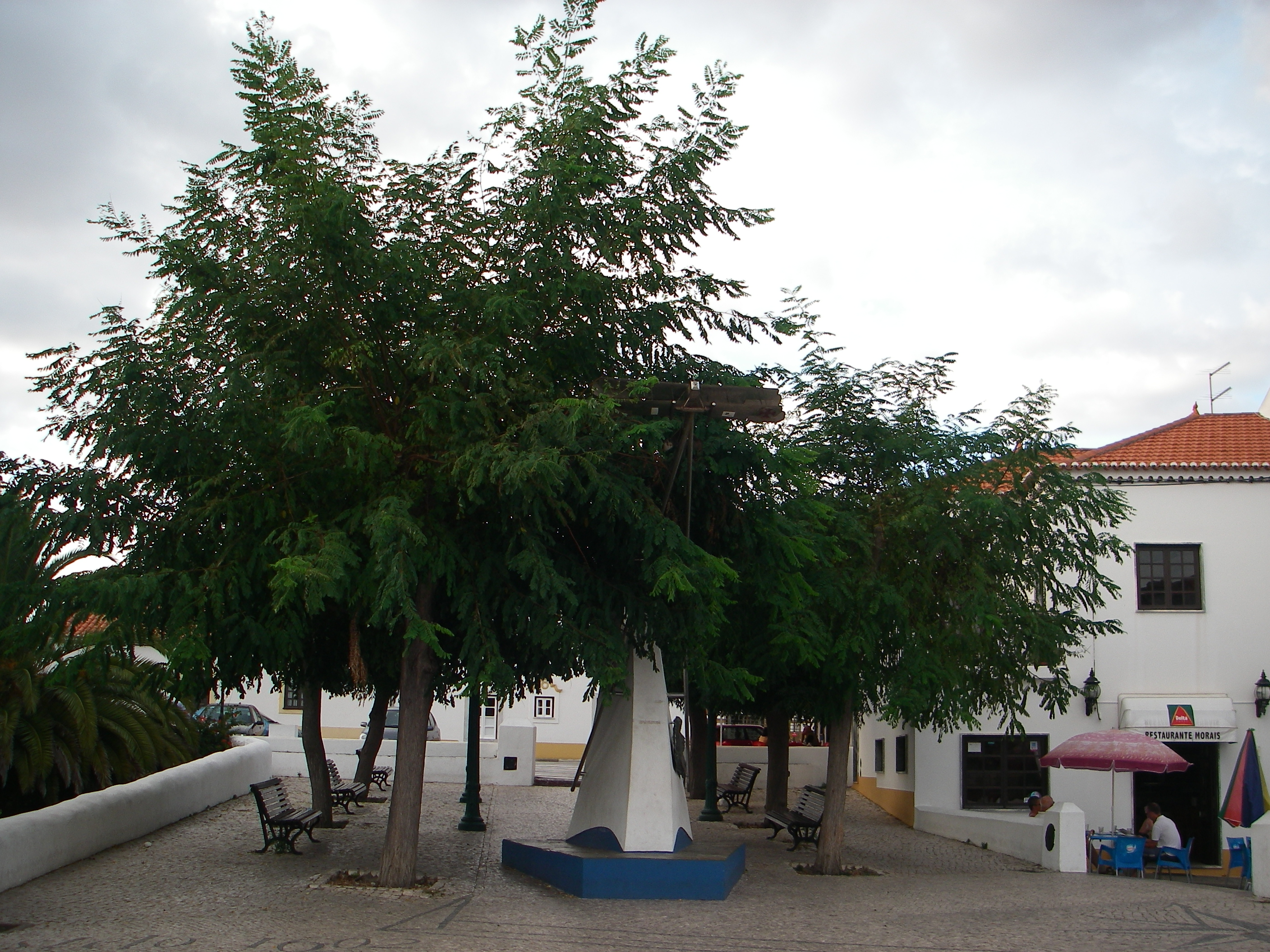
An der Festung von Vila Nova de Milfontes
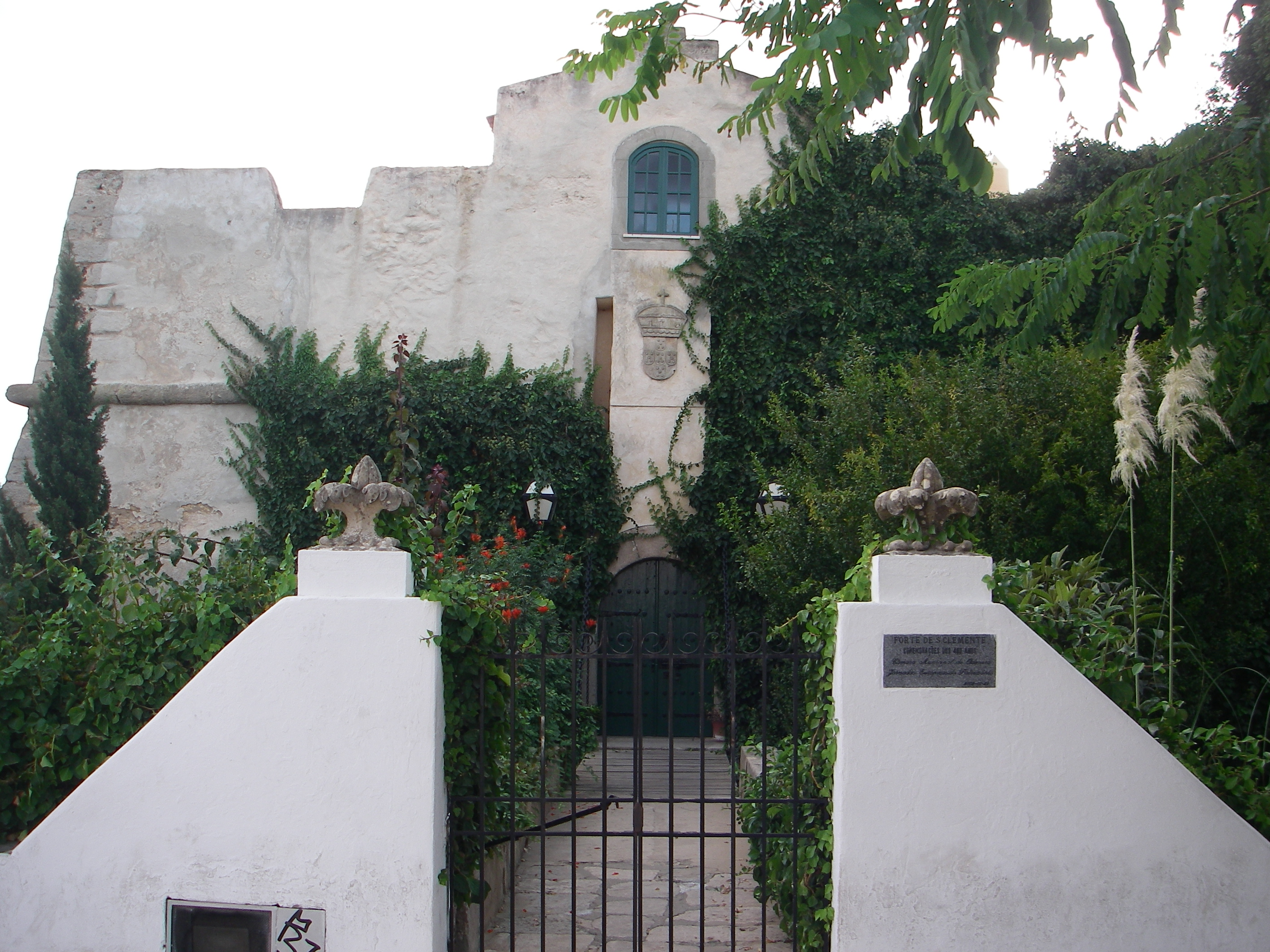
Eingang zur Festung „Forte de Milfontes“